# Telegenia
En televisión, el término telegenia (galicismo de télégénie) hace referencia a la capacidad que tiene una persona para resultar atractiva y lograr éxito entre el público.
Son numerosas las cualidades que una persona debe reunir en televisión para hablar de telegenia. Para lograr este atractivo intervienen factores como:
- El maquillaje: ofrecerá una imagen natural y espontánea, aplicándose en su justa medida para evitar los brillos del rostro.
- El vestuario: será adecuado a las circunstancias televisivas y características del medio. Los accesorios, joyas o bisutería han de ser discretos y evitar el brillo, para evitar que produzcan reflejos que perjudiquen a las luces del plató.
- Los colores: se tendrán en cuenta, puesto que no deben ser estos los que dominen, sino que debe dominar la imagen de la persona en cuestión.
- La actitud: deberá ser natural, de manera que se adapte a las expectativas de la audiencia.
- Los gestos y el tono de voz: no deberán ser exagerados ni artificiales, sino humanos y espontáneos. El tono de voz ha de ser suave, sin excesivos altibajos y lo suficientemente elevado como para que los telespectadores escuchen a la persona con facilidad.
- La dominación en la técnica del medio: el control del monitor de estudio, la lectura adecuada del teleapuntador, la mirada fija a la cámara y el conocimiento de la jerga técnica.

La telegenia está muy valorada entre periodistas, presentadores y colaboradores de televisión. Pero también se tiene muy en cuenta en las intervenciones de los políticos en la televisión. La buena imagen de un político en la pantalla puede llegar a ser determinante para el éxito de su carrera.